# Đông Nhi
Mai Hồng Ngọc, connue sous son nom de scène, Đông Nhi, née le 13 octobre 1988 à Hanoï, est une chanteuse et actrice vietnamienne.

## Biographie
Đông Nhi née à Hanoï et a grandi à Hô-Chi-Minh-Ville avec ses parents et sa sœur. Elle a étudié au lycée Marie Curie à Hô-Chi-Minh-Ville.

## Carrière
En 2009, elle commence sa carrière avec succès en sortant un certain nombre de singles tels que Khóc, Bối rối, Bí mật của hạnh phúc et Lời thú tội ngọt ngào. Le 16 novembre 2009, elle fait une pause sur sa carrière de chanteuse en raison de ses problèmes de santé.
En 2012, elle prend la voix d'Audrey dans le film d'animation, Le Lorax.
En 2013, elle participe à la saison 4 de Saut Universal avec Lương Mạnh Hải. 
Le 4 décembre 2015, elle remporte le titre du Vainqueur des Mnet Asian Music Awards 2015.
Dông Nhi est actuellement en couple avec Ông Cao Thắng, également chanteur et avec qui elle fait souvent des featuring et ses clips tels que Ta Là Của Nhau.

## Discographie

### Singles
- 2008 : Khóc
- 2009 : Lời thú tội ngọt ngào
- 2009 : Bước
- 2009 : Mỉm cười khi anh ra đi
- 2009 : Bí mật của hạnh phúc
- 2009 : Bối rối
- 2010 : 30 ngày yêu
- 2010 : Nếu (feat. Noo Phước Thịnh)
- 2010 : Ngọt ngào
- 2011 : Từng thuộc về nhau
- 2011 : Nhớ mãi nụ cười xinh
- 2012 : Sau mỗi giấc mơ
- 2013 : Tìm về
- 2014 : Chờ ngày nắng lên (feat. Đào Bá Lộc)
- 2014 : Cần một ai đó (I Wanna Dance)
- 2014 : Bad Boy
- 2015 : Vì ai vì anh
- 2015 : Ta là của nhau (feat. Ông Cao Thắng)
- 2015 : Boom Boom (feat. Mei)

## Filmographie
- 2008 : Recrue of Death (Giải cứu thần chết) : Hà My
- 2012 : Le Lorax : Audrey (voix)
- 2012 : Perfect foursome (Bộ tứ hoàn hảo) : Nhi "Bốn Mắt"

## Télévision
- 2009 : Tuesday students (Thứ ba học trò) : Kì Thư